# 거위
거위(영어: domestic goose, 문화어: 게사니)는 가금화된 기러기를 말한다. 중국 거위는 개리(Anser cygnoides)를, 유럽 거위는 회색기러기(Anser anser)를 가금화한 것이다. 애완 동물로 기르는 경우가 많고, 낯선 사람을 보면 울기 때문에 동양에서는 집거위를 집을 지키는 데에 썼다.
몸빛은 희고 목이 길며 부리는 황색이다. 헤엄은 잘 치지만, 잘 날지 못하는 가금(家禽)이다. 수명이 길어 40-50년을 산다. 태어난 후 2년이 지나면 번식 능력을 갖게 되는데, 수컷 한 마리에 암컷 3-5마리가 짝짓는다. 이른 봄부터 산란을 시작하여 10-15개의 알을 낳으며 알을 품는다. 새끼는 약 30일이면 부화한다. 병에 강하고, 잡식성으로 아무것이나 잘 먹기 때문에 사육하기가 쉽다. 물 속이 아니면 교미를 거의 잘 하지 못하므로, 육지에서 사육하는 경우에는 수정률이 떨어진다. 육용(肉用)으로 쓰는 외에 깃털은 보온성이 뛰어나 이불이나 방한복 등에 쓰인다. 서양에서는 이미 오래 전부터 거위를 기르고 있었고, 축제 때 자주 먹었다고 한다.

## 같이 보기
- 집오리
- 거위 구이

## 참고 문헌
- 이 문서에는 다음커뮤니케이션(현 카카오)에서 GFDL 또는 CC-SA 라이선스로 배포한 글로벌 세계대백과사전의 내용을 기초로 작성된 글이 포함되어 있습니다.